# Les Randonneurs
Série
Les Randonneurs à Saint-Tropez
(2008)
Pour plus de détails, voir Fiche technique et Distribution.
Les Randonneurs est un film français réalisé par Philippe Harel, sorti en 1997. 
Cette section est promotionnelle ou publicitaire (mars 2025). Considérez son contenu avec précaution et/ou discutez-en.
 Près d'un million et demi de cinéphiles ont vu au cinéma cette comédie tournée dans les paysages de montagne superbes du GR 20, parcours iconique du tourisme en Corse et de la randonnée dans les îles de Méditerranée, homologué depuis 1971 et qui accueillait plus de 20 000 randonneurs dès les années 1980.
Il est suivi, une dizaine d'années après, par Les Randonneurs à Saint-Tropez. Alors que le premier avait percé en 1997 à 1,5 million d'entrées, le second en réalise près de 4 fois moins, la critique dénonçant « les poncifs et les gags pachydermiques ».

## Synopsis
Cinq trentenaires partent randonner sur le GR 20, dans les montagnes corses : Mathieu Lacaze (Vincent Elbaz), grand dadais, insouciant et superficiel, qui espérait retrouver Bernadette, qui n'est pas venue. Louis (Philippe Harel), angoissé, introverti et geignard, tout le contraire de son frère cadet Mathieu, qui fuit Jennifer, sa compagne anglaise tyrannique et hystérique, qu'il a laissée à Paris, avec laquelle il ne parvient pas à rompre. Éric (Benoît Poelvoorde), le guide, veule et profiteur, marié qui s'autorise des aventures lors des randonnées qu'il organise, notamment avec Nadine, à qui il fait croire qu'il va quitter son épouse et exploite sexuellement l'amour qu'éprouve pour lui Nadine mais a mauvaise conscience vis à vis de sa femme et de ses enfants. Nadine (Géraldine Pailhas), amoureuse d'Éric, qui a eu une aventure avec Louis, est soupçonneuse et jalouse. Elle se révèle mesquine et rancunière. Elle se félicite que Bernadette, la provocante copine de Mathieu ne soit pas là pour lui faire de l'ombre. Coralie « Cora » (Karin Viard), s'est laissé entraîner dans cette aventure par Nadine, a vainement tenté sa chance au théâtre, gagne sa vie dans l'immobilier, espère trouver enfin l'âme sœur, surtout après qu'on lui a prédit qu'elle rencontrerait un homme qui porterait quelque chose sur son dos, qu'elle a aussitôt imaginé comme étant un sac à dos, elle saisit toutes les occasions de fuir sa solitude. Peu sportive et rapidement épuisée, elle se demande ce qu'elle fait là et est souvent au bord de la crise de larmes.
Les paysages sont somptueux mais le chemin, difficile, met en lumière les petitesses des uns et des autres. La randonnée tourne court, Éric quitte Nadine et retourne retrouver son épouse et ses enfants. Nadine fait semblant d'accepter, mais dès qu'elle en a l'occasion, elle téléphone à l'épouse d'Éric et lui révèle qu'elle est la maîtresse de son mari.
Pour Cora, la fin de l'aventure montre que tout vient à celle qui sait attendre et qu'il n'y a pas que des sacs qu'un homme peut porter sur son dos. Sur le bateau du retour, elle rencontre Jean-Jacques, un de ses ex.
Quelques mois plus tard, les amis se retrouvent à l'occasion du mariage Cora et Jean-Jacques.

## Fiche technique
Sauf indication contraire, les informations mentionnées dans cette section peuvent être confirmées par les bases de données cinématographiques IMDb et Allociné,  présentes dans la section « Liens externes ».
- Titre : Les Randonneurs
- Réalisation : Philippe Harel
- Scénario : Éric Assous, Philippe Harel, Dodine Herry et Nelly Ryher
- Musique : Philippe Eidel
- Photographie : Gilles Henry
- Montage : Bénédicte Teiger
- Casting : Bruno Levy
- Décors : Louise Marzaroli
- Costumes : Anne Schotte
- Production : Adeline Lecallier
  - Coproduction : Bertrand Faivre, Alain Rocca et Christophe Rossignon
- Sociétés de production : Les Productions Lazennec, Canal+, Studio Images 3, Studiocanal et TF1 Films Production
- Sociétés de distribution : Kinowelt (Allemagne) et MKL Distribution (France)
- Pays de production :  France
- Langue : français
- Format : couleur — 35 mm — 2,35:1 — son Dolby
- Genre : comédie
- Durée : 95 minutes
- Date de sortie :
  - France : 12 mars 1997
- Classification :
  - Interdit aux moins de 12 ans (DVD Studio Canal)
  - Tous public (DVD TF1 Vidéo)
  - Tous public lors de sa diffusion à la télévision.

## Distribution
- Benoît Poelvoorde : Éric
- Karin Viard : Coralie
- Géraldine Pailhas : Nadine Moulin
- Philippe Harel : Louis Lacaze
- Vincent Elbaz : Mathieu Lacaze
- Marine Delterme : Bernadette
- Louise Germaine : Jennifer
- Clara Bellar : Ève
- Alain Guillo : Jean-Jacques
- Manon Vignat : petite Lucienne dite Lulu
- Jean Grécault : client du quai
- Jean-Louis Villanova : hôtelier
- Dominique Grazziani : Doume
- Jean-Patrick Roggeri : Tino
- Michel Casang : premier contact
- Patrick Llopis : deuxième contact
- Cécile Francon : deuxième belle randonneuse
- Vicky Albertini : première belle randonneuse
- Pascal Ceccaldi : premier compagnon des randonneuses
- Alexis Ceccaldi : deuxième compagnon des randonneuses
- Gilda Nassidian : femme de chambre
- Etienne Castellani : chauffeur de la camionnette
- Tatjana Verdonik : metteuse en scène
- Franck Crombet : fiancé d'Eva
- Zinedine Soualem : animateur
- Groupe Aventurin Show : orchestre créole au mariage
- Eric Houzelot : oncle chauvin
- Philippe Cotten : patron de Cora
- Salomé de Maat : (non-créditée)

## Production

### Tournage
Le tournage s'est déroulé à Ajaccio, Corte, Calvi, Calenzana et Paris.

## Musique
- Ba moin en tibo (lors du mariage).
- Where Do I Begin? (Love Story) de Francis Lai.

## Accueil

### Box-office
- Nombre d'entrées : 1 422 318 entrées

## Autour du film
Sauf indication contraire ou complémentaire, les informations mentionnées dans cette section proviennent du générique de fin de l'œuvre audiovisuelle présentée ici.
- Un texte apparaît tout à la fin du générique :

« Quelque temps plus tard, Mathieu revit Éric par hasard au métro "Gare de l'Est". Éric avait divorcé et un peu grossi. Ils prirent un verre ensemble puis échangèrent leurs numéros de téléphone… mais aucun des deux ne rappela l'autre. »

- Benoît Poelvoorde a éprouvé de « grosses difficultés »[3] sur un tournage compliqué par les imprévus[2], en Corse, sur le plus sportif des sentiers de grande randonnée[2], le réalisateur Philippe Harel exigeant « moins d’exubérance dans son jeu »[3]. Il y connait sa première expérience “collective” et donne la réplique à des acteurs montants, comme Karin Viard, Vincent Elbaz et Géraldine Pailhas.
- Après ses premiers repérages, le réalisateur Philippe Harel doit remanier les deux tiers du script et renoncer, pour des raisons techniques, à certains lieux envisagés pour le tournage[2].

### Suite
- La suite Les Randonneurs à Saint-Tropez est sortie en 2008, avec les cinq mêmes personnages principaux, joués par les mêmes acteurs et réalisée aussi par Philippe Harel.